# Charalampos Charalampous
Charalampos Charalampous (Χαράλαμπος Χαραλάμπους; Larnaca, 4 aprile 2002) è un calciatore cipriota, centrocampista dell'Arīs Limassol.

## Carriera

### Club
Cresciuto nel settore giovanile dell'Omonia, debutta in prima squadra il 14 aprile 2019 in occasione dell'incontro di prima divisione perso 2-0 contro l'Apollōn Limassol. Nella stagione 2021-2022 ha giocato 3 partite nella fase a gironi della neonata Conference League.

### Nazionale
Ha giocato nelle nazionali giovanili cipriote Under-17 ed Under-21.
Nel 2022 ha esordito nella nazionale maggiore cipriota.

## Statistiche

### Presenze e reti nei club
Statistiche aggiornate al 28 ottobre 2024.
| Stagione        | Squadra         | Campionato      | Campionato | Campionato | Coppe nazionali | Coppe nazionali | Coppe nazionali | Coppe continentali | Coppe continentali | Coppe continentali | Altre coppe | Altre coppe | Altre coppe | Totale | Totale |
| Stagione        | Squadra         | Comp            | Pres       | Reti       | Comp            | Pres            | Reti            | Comp               | Pres               | Reti               | Comp        | Pres        | Reti        | Pres   | Reti   |
| --------------- | --------------- | --------------- | ---------- | ---------- | --------------- | --------------- | --------------- | ------------------ | ------------------ | ------------------ | ----------- | ----------- | ----------- | ------ | ------ |
| 2018-2019       | Omonia          | A               | 0+4        | 0          | CC              | 0               | 0               | -                  | -                  | -                  | -           | -           | -           | 4      | 0      |
| 2019-2020       | Omonia          | A               | 1          | 0          | CC              | 1               | 0               | -                  | -                  | -                  | -           | -           | -           | 2      | 0      |
| 2020-2021       | Omonia          | A               | 2          | 0          | CC              | 0               | 0               | UCL+UEL            | 0                  | 0                  | -           | -           | -           | 2      | 0      |
| 2021-2022       | Omonia          | A               | 4+9        | 0          | CC              | 6               | 0               | UCL+UEL+UECL       | 0+0+3              | 0                  | SC          | 1           | 0           | 23     | 0      |
| 2022-2023       | Omonia          | A               | 19+7       | 0          | CC              | 5               | 1               | UEL                | 8                  | 2                  | SC          | 1           | 0           | 40     | 3      |
| 2023-2024       | Omonia          | A               | 24+10      | 0          | CC              | 5               | 0               | UECL               | 3                  | 0                  | SC          | 1           | 0           | 43     | 0      |
| 2024-2025       | Omonia          | A               | 5          | 1          | CC              | 0               | 0               | UECL               | 7                  | 0                  | -           | -           | -           | 12     | 1      |
| Totale carriera | Totale carriera | Totale carriera | 85         | 1          |                 | 17              | 1               |                    | 21                 | 2                  |             | 3           | 0           | 126    | 4      |

### Cronologia presenze e reti in nazionale
| Cronologia completa delle presenze e delle reti in nazionale ― Cipro | Cronologia completa delle presenze e delle reti in nazionale ― Cipro | Cronologia completa delle presenze e delle reti in nazionale ― Cipro | Cronologia completa delle presenze e delle reti in nazionale ― Cipro | Cronologia completa delle presenze e delle reti in nazionale ― Cipro | Cronologia completa delle presenze e delle reti in nazionale ― Cipro | Cronologia completa delle presenze e delle reti in nazionale ― Cipro | Cronologia completa delle presenze e delle reti in nazionale ― Cipro |
| Data                                                                 | Città                                                                | In casa                                                              | Risultato                                                            | Ospiti                                                               | Competizione                                                         | Reti                                                                 | Note                                                                 |
| -------------------------------------------------------------------- | -------------------------------------------------------------------- | -------------------------------------------------------------------- | -------------------------------------------------------------------- | -------------------------------------------------------------------- | -------------------------------------------------------------------- | -------------------------------------------------------------------- | -------------------------------------------------------------------- |
| 24-9-2022                                                            | Larnaca                                                              | Cipro                                                                | 1 – 0                                                                | Grecia                                                               | UEFA Nations League 2022-2023 - 1º turno                             | -                                                                    | 58’ 90+1’                                                            |
| 27-9-2022                                                            | Pristina                                                             | Kosovo                                                               | 5 – 1                                                                | Cipro                                                                | UEFA Nations League 2022-2023 - 1º turno                             | -                                                                    | 46’                                                                  |
| 20-11-2022                                                           | Petah Tiqwa                                                          | Israele                                                              | 2 – 3                                                                | Cipro                                                                | Amichevole                                                           | 1                                                                    |                                                                      |
| 25-3-2023                                                            | Glasgow                                                              | Scozia                                                               | 3 – 0                                                                | Cipro                                                                | Qual. Euro 2024                                                      | -                                                                    | 68’                                                                  |
| 28-3-2023                                                            | Erevan                                                               | Armenia                                                              | 2 – 2                                                                | Cipro                                                                | Amichevole                                                           | -                                                                    | 76’                                                                  |
| 17-6-2023                                                            | Larnaca                                                              | Cipro                                                                | 1 – 2                                                                | Georgia                                                              | Qual. Euro 2024                                                      | -                                                                    | 78’                                                                  |
| 20-6-2023                                                            | Oslo                                                                 | Norvegia                                                             | 3 – 1                                                                | Cipro                                                                | Qual. Euro 2024                                                      | -                                                                    | 61’                                                                  |
| 8-9-2023                                                             | Larnaca                                                              | Cipro                                                                | 0 – 3                                                                | Scozia                                                               | Qual. Euro 2024                                                      | -                                                                    | 84’                                                                  |
| 12-9-2023                                                            | Granada                                                              | Spagna                                                               | 6 – 0                                                                | Cipro                                                                | Qual. Euro 2024                                                      | -                                                                    | 61’                                                                  |
| 12-10-2023                                                           | Larnaca                                                              | Cipro                                                                | 0 – 4                                                                | Norvegia                                                             | Qual. Euro 2024                                                      | -                                                                    | 60’                                                                  |
| 15-10-2023                                                           | Tbilisi                                                              | Georgia                                                              | 4 – 0                                                                | Cipro                                                                | Qual. Euro 2024                                                      | -                                                                    | 62’                                                                  |
| 16-11-2023                                                           | Limassol                                                             | Cipro                                                                | 1 – 3                                                                | Spagna                                                               | Qual. Euro 2024                                                      | -                                                                    | 46’                                                                  |
| 19-11-2023                                                           | Limassol                                                             | Cipro                                                                | 1 – 0                                                                | Lituania                                                             | Amichevole                                                           | -                                                                    | 57’                                                                  |
| 21-3-2024                                                            | Limassol                                                             | Cipro                                                                | 1 – 1                                                                | Lettonia                                                             | Amichevole                                                           | -                                                                    | 70’                                                                  |
| 25-3-2024                                                            | Larnaca                                                              | Cipro                                                                | 0 – 1                                                                | Serbia                                                               | Amichevole                                                           | -                                                                    |                                                                      |
| 12-10-2024                                                           | Larnaca                                                              | Cipro                                                                | 0 – 3                                                                | Romania                                                              | UEFA Nations League 2024-2025 - 1º turno                             | -                                                                    | 46’                                                                  |
| 15-10-2024                                                           | Pristina                                                             | Kosovo                                                               | 3 – 0                                                                | Cipro                                                                | UEFA Nations League 2024-2025 - 1º turno                             | -                                                                    |                                                                      |
| 15-11-2024                                                           | Larnaca                                                              | Cipro                                                                | 2 – 1                                                                | Lituania                                                             | UEFA Nations League 2024-2025 - 1º turno                             | -                                                                    | 56’                                                                  |
| 18-11-2024                                                           | Bucarest                                                             | Romania                                                              | 4 – 1                                                                | Cipro                                                                | UEFA Nations League 2024-2025 - 1º turno                             | -                                                                    | 46’                                                                  |
| 24-3-2025                                                            | Zenica                                                               | Bosnia ed Erzegovina                                                 | 2 – 1                                                                | Cipro                                                                | Qual. Mondiali 2026                                                  | -                                                                    | 72’                                                                  |
| 6-6-2025                                                             | Plovdiv                                                              | Bulgaria                                                             | 2 – 2                                                                | Cipro                                                                | Amichevole                                                           | -                                                                    | 46’ 85’                                                              |
| 10-6-2025                                                            | Bucarest                                                             | Romania                                                              | 2 – 0                                                                | Cipro                                                                | Qual. Mondiali 2026                                                  | -                                                                    | 46’                                                                  |
| Totale                                                               |                                                                      | Presenze                                                             | 22                                                                   |                                                                      | Reti                                                                 | 1                                                                    |                                                                      |

## Palmarès

### Club

#### Competizioni nazionali
- Campionato cipriota: 1

Omonia: 2020-2021
- Supercoppa di Cipro: 1

Omonia: 2021
- Coppa di Cipro: 2

Omonia: 2021-2022, 2022-2023